# غاستون لورو (لاعب هوكي الجليد)
غاستون لورو هو لاعب هوكي الجليد كندي، ولد في 9 يناير 1913 في مونتريال في كندا، وتوفي في 29 أغسطس 1988.

## وصلات خارجية
- غاستون لورو على موقع دوري الهوكي الوطني (الإنجليزية)
- غاستون لورو على موقع EliteProspects.com (الإنجليزية)
- غاستون لورو على موقع HockeyDB.com (الإنجليزية)
- غاستون لورو على موقع Hockey-Reference.com (الإنجليزية)